# Lassie : Des amis pour la vie
Pour les articles homonymes, voir Lassie.
Pour plus de détails, voir Fiche technique et Distribution.
Lassie : Des amis pour la vie (Lassie: Best Friends Are Forever) est un film américain réalisé par Daniel Petrie et sorti en 1994, mettant en scène la chienne de roman Lassie.

## Synopsis
La famille Turner déménage de Baltimore, dans le Maryland, vers la petite ville de Franklin Falls dans le comté de Tazewell, en Virginie, dans l'espoir de commencer une nouvelle vie. Le déménagement crée des problèmes pour tout le monde, en particulier Matt, qui se sent perdu et seul dans son nouvel environnement, et n'a toujours pas accepté le remariage de son père Steve avec Laura après la mort de sa mère. Mais avec l'aide d'un chien Collie errant nommé Lassie que la famille accueille, Matt apprend à s'adapter à son environnement et à la situation de sa famille. Après que Lassie ait sauvé la vie de Matt d'un loup gris agressif une nuit, les deux forment un lien.
Cependant, alors que le travail prévu par son père échoue, Matt, avec l'aide de son grand-père, Len Collins, aide à convaincre la famille de démarrer une ferme de moutons, ce qui était le rêve de sa mère. Pendant que les Turners se mettent au travail, un voisin impitoyable et riche éleveur de moutons, Sam Garland, ne reculera devant rien pour les empêcher de réussir, car cela signifie qu'ils occuperont des pâturages qu'il a utilisés dans le passé. De plus, Sam a deux fils, Josh et Jim qui fréquentent l'école avec Matt. Ces derniers n'aiment pas Matt, mais la haine de Josh provient principalement de la jalousie car une camarade de classe, April Porter, que Josh aime, s'intéresse davantage à Matt.
Finalement, Sam, avec l'aide de ses fils et de ses amis, vole le nouveau troupeau de moutons des Turners et kidnappe Lassie. Cependant, elle parvient à s'échapper et elle et Matt récupèrent leurs moutons. Cependant, Josh et Jim les rattrapent, et dans la bagarre qui s'ensuit, Josh se retrouve aux prises avec une rivière déchaînée, se dirigeant vers des rapides massifs et une cascade. Matt parvient à le sauver, mais est incapable de se sauver. Lassie sauve alors Matt, mais finit par traverser elle-même la cascade, à la grande horreur de Matt. Sam, après avoir appris que Matt avait sauvé la vie de Josh, présente ses excuses aux Turners pour ses actions et pour la perte de Lassie. Les Turners tiennent un mémorial pour Lassie dans un arbre voisin où la mère de Matt avait gravé ses initiales des années auparavant, et Matt grave le nom de Lassie au-dessus des initiales de sa mère. Cependant, Lassie parvient à survivre à la cascade et, bien que blessée, elle rentre chez elle peu de temps après et retrouve Matt dans son école.

## Fiche technique
- Titre original : Lassie: Best Friends Are Forever
- Titre français : Lassie : Des amis pour la vie
- Réalisation : Daniel Petrie
- Scénario : Matthew Jacobs ; Gary Ross et Elizabeth Anderson d’après l'œuvre littéraire d'Eric Knight
- Musique : Basil Poledouris, Daniele Amfitheatrof, Mario Castelnuovo-Tedesco et Herbert Stothart
- Direction artistique : David Crank
- Décors : Paul Peters
- Costumes : Ivy Dale Austin, Astrid Brucker, Margaret Meade et Keriann Yohler
- Coiffure : Vicky Phillips
- Maquillage : Harriette Landau
- Photographie : Kenneth MacMillan
- Effets spéciaux : Joe Digaetano, Gary Pilkinton, Kathleen Tonkin et Robert Vazquez
- Montage : Steve Mirkovich
- Production : Lorne Michaels ; Barnaby Thompson (coproducteur) ; Michael I. Rachmil (exécutif)
- Société de production : Paramount Pictures, Broadway Pictures
- Pays de production :  États-Unis,  Canada
- Langue originale : anglais
- Format : couleur (Technicolor) - 35 mm - 1,85:1 – Son DTS / Dolby Digital (Westrex Recording System)
- Genre : Aventure
- Durée : 94 minutes
- Dates de sortie :
  - États-Unis / Canada : 22 juillet 1994

## Distribution
- Tom Guiry (en) : Matthew Turner
- Helen Slater : Laura Turner
- Jon Tenney : Steve Turner
- Brittany Boyd : Jennifer Turner
- Frederic Forrest : Sam Garland
- Richard Farnsworth : Len Collins
- Michelle Williams (VF : Alexandra Garijo) : April Porter
- Joe Inscoe : Pete Jarman
- Yvonne Brisendine : Mrs. Jarman
- Clayton Barclay Jones : Josh Garland
- Charlie Hofheimer : Jim Garland
- Jody Smith Strickler : Mildred Garland
- Margaret Peery : Mrs. Parker